# P’yŏngan Południowy
P’yŏngan Południowy (kor. 평안남도, P’yŏngan-namdo) – prowincja Korei Północnej. Prowincja została utworzona w 1896 roku z południowej części dawnej prowincji P’yŏngan. Stolicą jest P’yŏngsŏng.

## Geografia
Od strony północnej P’yŏngan Południowy graniczy z P’yŏnganem Północnym oraz Chagangiem, od wschodu i południowego wschodu z Hamgyŏngiem Południowym oraz Kangwŏnem, od południa z Hwanghae Północnym oraz z Pjongjangiem. Od zachodu granicę wyznacza Morze Żółte oraz Zatoka Koreańska.

## Podział administracyjny
P’yŏngan Południowy podzielony jest na 1 miasto specjalne (kor. Tŭkkŭpsi), 5 miast (kor. Si), 3 dystrykty (1 Ku oraz 2 Chigu), 19 powiatów (kor. Kun).

### Miasta
- Miasto specjalne Nampo (Nampo Tŭkkŭpsi; 남포특급시; 南浦特級市; utworzone w 2004)
- P’yŏngsŏng-si (stolica prowincji; 평성시; 平城市; ustanowione w grudniu 1969)
- Anju-si (안주시; 安州市; ustanowione w sierpniu 1987)
- Kaech’ŏn-si (개선시, 价川市; ustanowione w sierpniu 1990)
- Sunch’ŏn-si (순천시; 順川市; ustanowione w październiku 1983)
- Tŏkch’ŏn-si (덕천시; 德川市; ustanowione w czerwcu 1986)

### Dystrykty
- Ch’ŏngnam-gu (청남구; 清南區)
- Tŭkchang-jigu (득장지구; 得場地區)
- Ungok-chigu (운곡지구; 雲谷地區)

### Powiaty
- Chŭngsan-gun (증산군; 甑山郡)
- Hoech’ang-gun (회창군; 檜倉郡)
- Maengsan-gun (맹산군; 孟山郡)
- Mundŏk-gun (문덕군; 文德郡)
- Onch’ŏn-gun (온천군; 溫泉郡)
- Pukch’ang-gun (북창군; 北倉郡)
- P’yŏngwŏn-gun (평원군; 平原郡)
- Sin’yang-gun (신양군; 新陽郡)
- Sŏngch’ŏn-gun (성천군; 成川郡)
- Sukch’ŏn-gun (숙천군; 肅川郡)
- Taehŭng-gun (대흥군; 大興郡)
- Taedong-gun (대동군; 大同郡)
- Ŭnsan-gun (은산군; 殷山郡)
- Yangdŏk-gun (양덕군; 陽德郡)

Dawne powiaty prowincji, połączone z Nampo w 2004 roku:
- Ch’ŏllima-gun (천리마군; 千里馬郡)
- Kangsŏ-gun (강서군; 江西郡)
- Ryonggang-gun (룡강군; 龍岡郡)
- Taean-gun (대안군; 大安郡)

## Klasztory buddyjskie
- Anguk sa